# Bunamarygmus thailandicus
Bunamarygmus thailandicus là một loài bọ cánh cứng trong họ Tenebrionidae. Loài này được Kimio Masumoto miêu tả khoa học năm 1988.